# دولتا
 دولتا، (تاوگویز)روستایی از توابع

## جمعیت
این روستا در دهستان کلاشی قرار دارد و براساس سرشماری مرکز آمار ایران در سال ۱۳۸۵، جمعیت آن ۳۰۶ نفر (۵۸خانوار) بوده‌است.